# ザクセン＝アイゼンベルク

ザクセン＝アイゼンベルク公国
Herzogtum Sachsen-Eisenberg

ザクセン＝アイゼンベルク（ドイツ語: Sachsen-Eisenberg）は1680年から1707年まで存在した、ヴェッティン家エルネスティン系が統治した公国。領土は現ドイツのテューリンゲン州の一部にあたる。

## 歴史
1675年にザクセン＝ゴータ＝アルテンブルク公エルンスト1世が死去すると、長男フリードリヒ1世が公位を継承した。フリードリヒ1世はまず弟たちと共同で統治したが、すぐに領土分割の交渉をはじめた。1680年に交渉が決着、エルンスト1世の五男クリスティアンはアイゼンベルク、ロンネブルク、ローダー、カンブルクを獲得してザクセン＝アイゼンベルク公国を創設した。しかし、クリスティアンは1707年4月に男子のないまま死去、遺領はザクセン＝ヒルトブルクハウゼンに併合された。

## ザクセン＝アイゼンベルク公の一覧
- クリスティアン（1653年 - 1707年）[1]